# أبرشية بوسا الكاثوليكية الرومانية
كانت أبرشية بوسا أبرشية كاثوليكية رومانية في سردينيا تأسست عام 1612 واندمجت مع أبرشية ألغيرو بوسا عام 1986.
يزعم البعض أن المقر كان في الأصل في كالميديا ، ولكن تم نقله إلى بوسا بعد تدمير المدينة السابقة؛ كما يزعم أن الأسقف الأول كان إميليوس، الذي أرسله بطرس إلى هناك واستشهد في عام 70 م، ولكن لا يوجد دليل تاريخي.
البابا غريغوري الكبير ، في إحدى رسائله، يتحدث عن أسقف بوسا، دون ذكر اسم الأسقف. في عام 107، تم تعيين قسطنطين دي كاسترو، أسقف بوسا، الذي بنى كاتدرائية بوسا، المخصصة للقديس بطرس، وفقًا لنقش، متروبوليتًا لتوريس من قبل غريغوري السابع. ومن بين الأساقفة الأكثر شهرة في هذا الكرسي الكاردينال جيوفاني كازانوفا (1424)؛ ج. فرانشيسكو فارا (1591)، مؤلف أول تاريخ (ولكن غير دقيق للغاية) لسردينيا؛ وسيرافينو إسكويرو، عالم لاهوتي، كان قائدًا عامًا للخادمين (1677).

## العاديون

### أبرشية بوسا
تم تشييده: القرن الخامس الاسم اللاتيني: بوسانينسيس المتروبوليت: إيبارشية ساساري

## روابط خارجية
- GCatholic.org